# Wojciech Kulesza
Wojciech Kulesza herbu Ślepowron – pisarz grodzki, podstarości brański w 1626 roku.
Poseł na sejm warszawski 1626 roku z ziemi bielskiej. Poseł na sejm nadzwyczajny 1629 roku z powiatu bielskiego.